# عسکری میرزا
محمد عسکری میرزا، یا به صورت ساده عسکری (۱۵۱۶ تا ۱۵۵۸ م) پسر بابر میرزا، بنیان‌گذار امپراتوری گورکانی، و گلرخ بیگم بود. او در حج درگذشت.

## خانواده
- پدر: بابر
  - پدربزرگ: عمرشیخ میرزای دوم
    - پدر پدربزرگ: ابوسعید گورکان
- مادر: گلرخ بیگم
- همسر: سلطانوم بیگم
- فرزند: یک دختر